# Dancing Is Like Heaven
„Dancing Is Like Heaven” – singel Aleksa C. i Yass wydany w 2009 roku.

## Lista utworów
- CD maxi–singel (2009)[1]

1. „Dancing Is Like Heaven” (Single Mix) – 3:48
2. „Dancing Is Like Heaven” (Black Toys Remix)

- CD promo (2009)[2]

1. „Dancing Is Like Heaven” (Single Mix) – 3:48

- Digital download (27 listopada 2009)[3]

1. „Dancing Is Like Heaven” (Single Mix) – 3:46
2. „Dancing Is Like Heaven” (Black Toys Remix) – 5:38
3. „Dancing Is Like Heaven” (Club Mix) – 6:19
4. „Dancing Is Like Heaven” (MH 40 Remix) – 6:55
5. „Dancing Is Like Heaven” (Rocchound & Jay M Cameron Remix) – 7:46

- Płyta gramofonowa (7 grudnia 2009)[4]

A1 „Dancing Is Like Heaven” (Club Mix) – 6:21
A2 „Dancing Is Like Heaven” (Black Toys Remix) – 5:38
B1 „Dancing Is Like Heaven” (MH 40 Remix) – 6:56
B2 „Dancing Is Like Heaven” (Rocchound & Jay M Cameron Remix) – 7:45

## Notowania na listach przebojów
| Kraj    | Lista (2009)    | Najwyższa pozycja |
| ------- | --------------- | ----------------- |
| Niemcy  | Top 100 Singles | 41                |
| Austria | Singles Top 75  | 41                |